# Красноречие

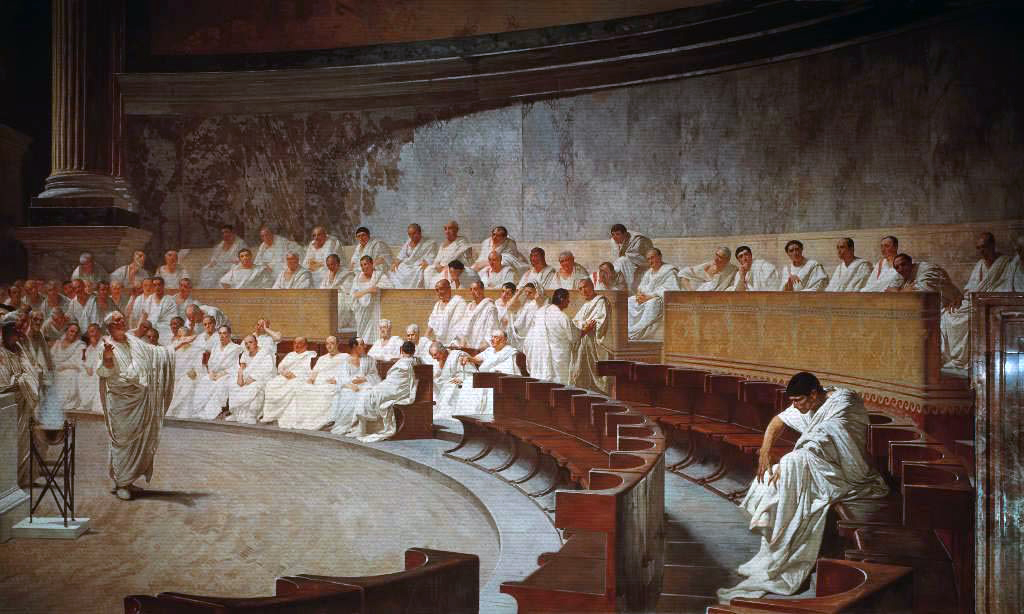
Фрагмент фрески над дверью

Красноре́чие (от рус. красный — «красивый» и речь) — умение говорить красиво, убедительно, умение заинтересовать человека своей речью, ораторские способности (природные или приобретённые).
Также к понятию красноречия могут относиться:
- ораторское искусство,
- риторика — наука о способах построения и провозглашения выразительных монологов.

Древнерусские синонимы: златоречие, сладкоречие.

## История возникновения
В классической риторике красноречие являлось одной из пяти дисциплин, входивших в искусство произнесения речей: произношения, грамматики, стиля и тона. Ораторы учились правильной дикции и даже правильной жестикуляции. Как дисциплина, красноречие появилось в XVIII веке и одним из основоположников его как формальной дисциплины был ирландский театральный актёр и педагог Томас Шеридан, отец Ричарда Бринсли Шеридана. Он написал «Лекции по речи» в 1762 году и «Лекции по чтению» в 1775 году. В своих трудах он объяснял, как правильно читать и декламировать литературные отрывки. Именно с этих трудов и началось повсеместное введение красноречия как дисциплины в образовательную программу западных школ и университетов.
Красноречие традиционно состоит из четырёх разделов:
- Latinitas — латынь, в метафорическом смысле — грамматическая корректность, отсутствие лексических и синтаксических ошибок.
- Claritas — ясность или убедительность.
- Aptum — пригодность, выбор слов, которые наиболее эффективно будут воздействовать на конкретную аудиторию.
- Ornatus — украшение, разнообразие, изобретательность, остроумие, беглость речи